# Târsa, Alba
Târsa este un sat în comuna Avram Iancu din județul Alba, Transilvania, România.